# Knaphoscheid
Knaphoscheid (en luxemburguès: Knapphouschent; en alemany:  Knaphoscheid) és una vila i capital de la comuna d'Eschweiler situada al districte de Diekirch del cantó de Wiltz. Està a uns 46 km de distància de la ciutat de Luxemburg.